# Tromboflebitis
La tromboflebitis és una flebitis (inflamació de les venes) en relació amb un trombe. Quan això passa repetidament en diferents llocs, es coneix com a "tromboflebitis migrans" o "tromboflebitis migratòria".

## Causa, incidència i factors de risc
La tromboflebitis està relacionada amb un trombe a la vena. Els factors de risc són estar molt de temps assegut i els trastorns relacionats amb la coagulació de la sang. Trastorns específics associats amb la tromboflebitis inclouen la tromboflebitis superficial (afecta venes prop de la superfície de la pell) i la trombosi venosa profunda (afecta venes més profundes, més grans). La tromboflebitis migratòria pot ser una manifestació no metastàtica d'un carcinoma pancreàtic (signe de Trousseau de malignitat).

## Símptomes
Els següents símptomes estan sovint (però no sempre) associats amb la tromboflebitis:
- dolor a la part del cos afectada
- inflor (edema) de les extremitats (turmell i peu)
- enrogiment o inflamació (no sempre present)

## Signes i exàmens
El metge fa el diagnòstic basat en l'aparença de la zona afectada. Controls freqüents del pols arterial, pressió arterial, temperatura, estat de la pell, que siguin necessaris.
Si la causa no és fàcilment identificable, les proves es poden realitzar per determinar la causa, incloent les següents:
- Doppler
- Estudis de coagulació sanguínia

## Tractament
Per obtenir recomanacions més específiques, veure l'afecció en particular. En general, el tractament pot incloure el següent:
- Medicaments
  - Analgèsics (pel dolor)
  - Anticoagulants per prevenir la formació de nous coàguls
  - Trombolítics per dissoldre un coàgul existent, generalment una heparina de baix pes molecular com l'enoxaparina (a 1mg/kg/24h en tromboflebitis distals i cada 12h en les proximals).
  - Antiinflamatoris no esteroidals o AINE com ibuprofèn, per reduir el dolor i la inflamació
  - Antibiòtics (si la infecció és present)
  - Mitges de compressió o benes per reduir les molèsties

El pacient pot fer el següent:
- Elevar l'extremitat afectada per reduir la inflor.
- Treure la pressió de la zona per reduir el dolor i disminuir el risc de danys addicionals.
- Aplicar calor humida per reduir la inflamació i el dolor.
- L'extirpació quirúrgica del coàgul o de la vena, o la derivació de la vena, poques vegades és necessari, però pot ser recomanable en algunes situacions.

## Pronòstic
La tromboflebitis i altres formes de flebitis normalment responen a un tractament mèdic.

## Complicacions
- Insuficiència venosa: és una complicació freqüent en la tromboflebitis fonda d'extremitat inferior.
- Tromboembolisme pulmonar (TEP): és la complicació més greu i es produeix quan es desenganxa el coàgul, viatjant a través del cor i l'oclusió de la densa xarxa vascular dels pulmons i pot ser mortal.

## Prevenció
El canvi de rutina per via intravenosa (IV) ajuda a prevenir la flebitis relacionada amb les vies IV. Vegeu els trastorns específics associats amb la tromboflebitis per les altres mesures preventives.

## Font
- Tromboflebitis. MedlinePlus Enciclopèdia Mèdica. De text de domini públic. Data d'actualització: 4/19/2004. Data de revisió: Brian F. Burke MD, Department of Internal Medicine, Munson Medical Center, Traverse City, MI. Review provided by Verimar Healthcare Network.